# Земский, Алексей Владимирович
Алексе́й Влади́мирович Зе́мский (род. 11 октября 1967, Москва, РСФСР, СССР) — российский телеведущий и медиаменеджер, продюсер телевидения и кино, советский актёр кино и театра. Генеральный директор АО «Телекомпания НТВ» (с 2015 года), ранее — заместитель генерального директора ФГУП ВГТРК (2008—2015) и главный редактор телеканала «Россия HD» (2012—2015).

## Биография
Родился 11 октября 1967 года в Москве, в семье Владимира Наумовича и Татьяны Сергеевны Земских.
В 1984 году поступил в творческую мастерскую Владимира Андреева на актёрский факультет Государственного института театрального искусства (ГИТИС) по специальности «Актёр драматического театра и кино». После перерыва в связи с прохождением срочной военной службы продолжил учёбу в творческой мастерской Евгения Лазарева, которую окончил в 1991 году. С 1994 года (зачислен на второй курс) по 1996 год проходил обучение в творческой мастерской Евгения Ташкова на кафедре режиссуры игрового кино режиссёрского факультета Всероссийского государственного института кинематографии имени С. А. Герасимова (ВГИК) по специальности «Режиссёр телевизионного и художественного фильма».

## Профессиональная деятельность
В 1986 году, будучи студентом, начал играть преимущественно эпизодические роли в художественных фильмах. Также, по 1991 год, был занят в спектаклях Московского драматического театра имени Н. В. Гоголя и Государственного театра «Сатирикон».
В 1991 году вошёл в состав учредителей (совместно с Александром Файфманом и Александром Любимовым) компании «Фигаро Студио» (Figaro Studio), осуществляющей производство рекламных и телевизионных проектов для российских телеканалов. В 1992 году на «1-м канале Останкино» вёл развлекательную программу «Мюнхгаузен-клуб». В качестве продюсера и директора участвовал в создании таких телепрограмм, как «Спешите делать добро» («ТВ Центр»); ток-шоу «Про это» и «Принцип домино», «Сумерки» и «Кома» («НТВ»); цикл «Здоровье и жизнь» («РТР»); телевизионные версии церемоний вручения премии «Золотой граммофон» и шоу «Новогодняя ночь на Первом канале» («ОРТ»/«Первый канал»). С 2001 года — исполнительный продюсер (от ОАО «ОРТ») в пуле по подготовке специальной программы «Прямая линия с Владимиром Путиным» и других мероприятий с участием Президента Российской Федерации. Был одним из организаторов конкурса «Новая волна 2002» в Юрмале.
В ноябре 2002 года выступил соучредителем компании «Мобильное телевидение», специализирующейся на услугах для телепроизводства и обеспечения выездных съёмок. С августа 2016 года, после смены её формы собственности, является владельцем 50 % доли (вторым совладельцем является его супруга Ирина Иосифовна Земская). В это же время компания по результатам тендера стала партнёром телекомпании «НТВ» и подготовила к запуску три тематических телеканала — «НТВ Право», «НТВ Стиль» и «НТВ Сериал» (начали вещание 24 октября 2016 года).
30 января 2003 года решением Николая Сенкевича был назначен первым заместителем генерального директора телекомпании «НТВ» по информационному вещанию. На такое кадровое решение правление телеканала отреагировало резко негативно. Этим неофициальным органом, в который входили 12 должностных лиц (Рафаэль Акопов, Олег Аникин, Алексей Ефимов, Ольга Иванченко, Татьяна Миткова, Эльвира Осипова, Ольга Ослон, Леонид Парфёнов, Сергей Пискарёв, Сергей Шанович, Сергей Шумаков и Савик Шустер), было единогласно принято заявление о недоверии новому руководству. В процессе разрешения конфликта эту должность 17 февраля 2003 года занял Александр Герасимов, а Алексей Земский занял вторую, предусмотренную на тот момент штатным расписанием, ставку первого заместителя генерального директора. 14 октября того же года, в результате дальнейших структурных преобразований, он был переведён на пост заместителя генерального директора по производству, который покинул 12 июля 2004 года.
Летом 2004 года вернулся в компанию «Фигаро Студио» и до 2006 года совмещал в ней должности генерального продюсера и заместителя генерального директора.
В 2006 году перешёл в компанию «Век XXL. Телевизионные Мобильные Системы», оказывающую технические услуги для проведения телевизионных трансляций в стандарте высокой чёткости (HD). Здесь до ноября 2008 года занимал должность советника генерального директора.
В мае 2007 года, в ходе реорганизации киностудии «Талан», вместе с продюсером Наталией Будкиной учредил кинокомпанию «Талан». В октябре того же года выступил с идеей создания и стал одним из соучредителей компании «Киностудия Киноград» (совместно с Борисом Вишняком, Владимиром Шмаковым, Наталией Будкиной и Петром Рыбаком), но позже вышел из проекта.
С ноября 2008 года являлся заместителем генерального директора — руководителем производственно-технологического департамента ФГУП «Всероссийская государственная телевизионная и радиовещательная компания» (ВГТРК). 26 января 2010 года по предложению Администрации президента Российской Федерации был включён в состав рабочей группы по разработке и организации культурных программ для участников мероприятий в регионах Российской Федерации, посвящённых празднованию 65-летия Победы в Великой Отечественной войне 1941—1945 годов. Под его руководством подготовлена и проведена многокамерная съёмка с трансляцией в стандарте высокой чёткости (HD) военного парада на Красной площади 9 мая 2010 года. По мнению ряда специализированных журналов, она стала масштабным телевизионным событием, не имевшим аналогов на тот момент времени. Также была выполнена экспериментальная съёмка парада в стандарте трёхмерного телевидения (3D-TV). С декабря 2012 года совмещал должность главного редактора телеканала «Россия HD» — неэфирного телеканала (начал официальное вещание 29 декабря 2012 года), программная сетка которого формировалась из фильмов и телепрограмм холдинга ВГТРК, произведённых в HD-формате. Летом 2014 года стал инициатором создания АО «Научно-производственное объединение „Перспектива“» (НПО «Перспектива»), занимающегося интеграцией российских производителей телевизионного оборудования и специализированного программного обеспечения. По сведениям газеты «Ведомости», был основным автором идеи телевизионной трансляции шествия акции «Бессмертный полк» 9 мая 2015 года в Москве, которая 25 июня того же года стала победителем конкурса «ТЭФИ—2015» в номинации «Событие телевизионного сезона».
21 октября 2015 года решением совета директоров АО «Газпром-медиа» назначен генеральным директором АО «Телекомпания НТВ». На занимаемом посту сменил Владимира Кулистикова, руководившего телекомпанией с июля 2004 года.
15 января 2023 года, на фоне вторжения России на Украину, был внесён в санкционный список Украины.

## Фильмография

### Актёр
| Год  |    | Название             | Роль            |
| ---- | -- | -------------------- | --------------- |
| 1986 | тф | Первый парень        | эпизод          |
| 1989 | ф  | Чаша терпения        | эпизод          |
| 1989 | тф | Кому на Руси жить…   | эпизод          |
| 1989 | тф | Софья Петровна       | Николай Липатов |
| 1990 | тф | …По прозвищу «Зверь» | эпизод          |
| 1991 | ф  | Сексказка            | эпизод          |

### Продюсер
Как генеральный продюсер или сопродюсер принимал участие в создании телевизионных и художественных фильмов, телесериалов, некоторые из которых являются призёрами российских и международных форумов и кинофестивалей (Международный телекинофорум «Вместе», DetectiveFEST, «Тёмные ночи», фестиваль российского кино в Онфлёре и других).

| Год       |     | Название                                             | Примечание              |
| --------- | --- | ---------------------------------------------------- | ----------------------- |
| 2003      | тф  | Безумный день, или Женитьба Фигаро                   | генеральный продюсер    |
| 2004      | тф  | Ночь в стиле Disco                                   | исполнительный продюсер |
| 2005      | с   | Девять неизвестных                                   | генеральный продюсер    |
| 2005      | мтф | Странствия и невероятные приключения одной любви     | продюсер                |
| 2005      | с   | Тайная стража                                        | продюсер                |
| 2006      | с   | Бес в ребро, или Великолепная четвёрка               | генеральный продюсер    |
| 2006      | с   | Острог. Дело Фёдора Сеченова                         | генеральный продюсер    |
| 2007      | с   | Богатая и любимая                                    | продюсер                |
| 2007      | с   | Застава                                              | генеральный продюсер    |
| 2008      | тф  | Аттракцион                                           | генеральный продюсер    |
| 2008      | с   | Боец. Рождение легенды                               | продюсер                |
| 2009      | мтф | Приказано уничтожить! Операция: «Китайская шкатулка» | генеральный продюсер    |
| 2015      | ф   | Райские кущи                                         | генеральный продюсер    |
| 2015      | ф   | Находка                                              | генеральный продюсер    |
| 2016      | док | Севастопольский вальс                                | генеральный продюсер    |
| 2017      | с   | Хождение по мукам                                    | продюсер                |
| 2018      | с   | Медное солнце                                        | генеральный продюсер    |
| 2020      | ф   | Доктор Лиза                                          | генеральный продюсер    |
| 2020—2021 | с   | За час до рассвета                                   | генеральный продюсер    |
| 2021      | с   | Красная зона                                         | продюсер                |
| 2023      | с   | ГДР                                                  | продюсер                |
| 2023      | с   | Слово пацана. Кровь на асфальте                      | продюсер                |
| 2024      | с   | 10 дней до весны                                     | продюсер                |

## Общественная деятельность
Член Международной академии телевидения и радио (IATR).
Входит в состав Совета ассоциации телевещателей и коммуникационных агентств «Индустриальный комитет по телеизмерениям» (ИКТ) и Медиа-совета Всероссийской общественной организации «Русское географическое общество» (ВОО «РГО»). Член экспертного совета по присуждению Премии имени Владимира Зворыкина Национальной ассоциации телерадиовещателей (НАТ) за технические достижения в области развития телевидения.
13 октября 2013 года стал одним из факелоносцев эстафеты олимпийского огня зимних Олимпийских игр 2014 года на её этапе в Калуге.

## Награды и премии
- Благодарность Президента Российской Федерации (31 октября 2002) — за активное участие в подготовке и проведении международных мероприятий с участием Президента Российской Федерации[57].
- Благодарность Президента Российской Федерации (13 июля 2004) — за активное участие в подготовке и проведении церемонии вступления в должность Президента Российской Федерации[58].
- Премия ФСБ России (номинация «Кино- и телефильмы», 2007) — продюсеру 12-серийного телевизионного художественного фильма «Застава»[59][60].
- Благодарность Правительства Российской Федерации (31 марта 2009) — за активное участие в освещении деятельности Председателя Правительства Российской Федерации[61].
- Благодарность Правительства Российской Федерации (12 октября 2010) — за большой вклад в обеспечение деятельности Правительства Российской Федерации[62].
- Почётная грамота Правительства Российской Федерации (31 марта 2010) — за активное участие в освещении деятельности Председателя Правительства Российской Федерации[63].
- Медаль ордена «За заслуги перед Отечеством» II степени (4 ноября 2010) — за заслуги в области культуры, печати, телерадиовещания и многолетнюю плодотворную работу[64].
- Орден «За заслуги перед Отечеством» IV степени (19 сентября 2014)[65].
- Телевизионная премия «ТЭФИ» (номинация «Событие телевизионного сезона», 2015) — за телевизионную трансляцию шествия акции «Бессмертный полк».
- Премия «TKT Awards 2015» журнала «Техника кино и телевидения» в номинации «Персона года» (13 сентября 2015 года)[66].
- Благодарность Президента Российской Федерации (3 февраля 2016) — за заслуги в развитии культуры, средств массовой информации и многолетнюю плодотворную работу[67].
- Медаль «Участнику военной операции в Сирии» (вручена 17 апреля 2016) — за высокий профессионализм и объективность в освещении военной операции в Сирийской Арабской Республике[68].
- Медаль «За доблестный труд» (2 октября 2017, Республика Дагестан) — за заслуги перед Республикой Дагестан, высокий профессионализм и объективность в освещении событий в республике[69].
- Орден «За заслуги перед Отечеством» III степени (21 декабря 2023) — за большой вклад в развитие средств массовой информации и многолетнюю добросовестную работу[70].